# سرخيو إسكوديرو (لاعب كرة قدم مواليد 1964)
سرخيو إسكوديرو (باليابانية: セルヒオ・エスクデロ) (10 فبراير 1964 في الأرجنتين – )؛ هو لاعب كرة قدم سابق كان يلعب كلاعب وسط.